# Burg Schkölen
Die Burg Schkölen ist eine teilweise erhaltene Wasserburg bei 210 m ü. NHN im Zentrum (Ringstraße 9) der Stadt Schkölen im Saale-Holzland-Kreis in Thüringen. Bis 1977 lag die Ruine der Wasserburg fast vergessen und mit Gestrüpp überwachsen inmitten der kleinen Stadt.

## Geschichte

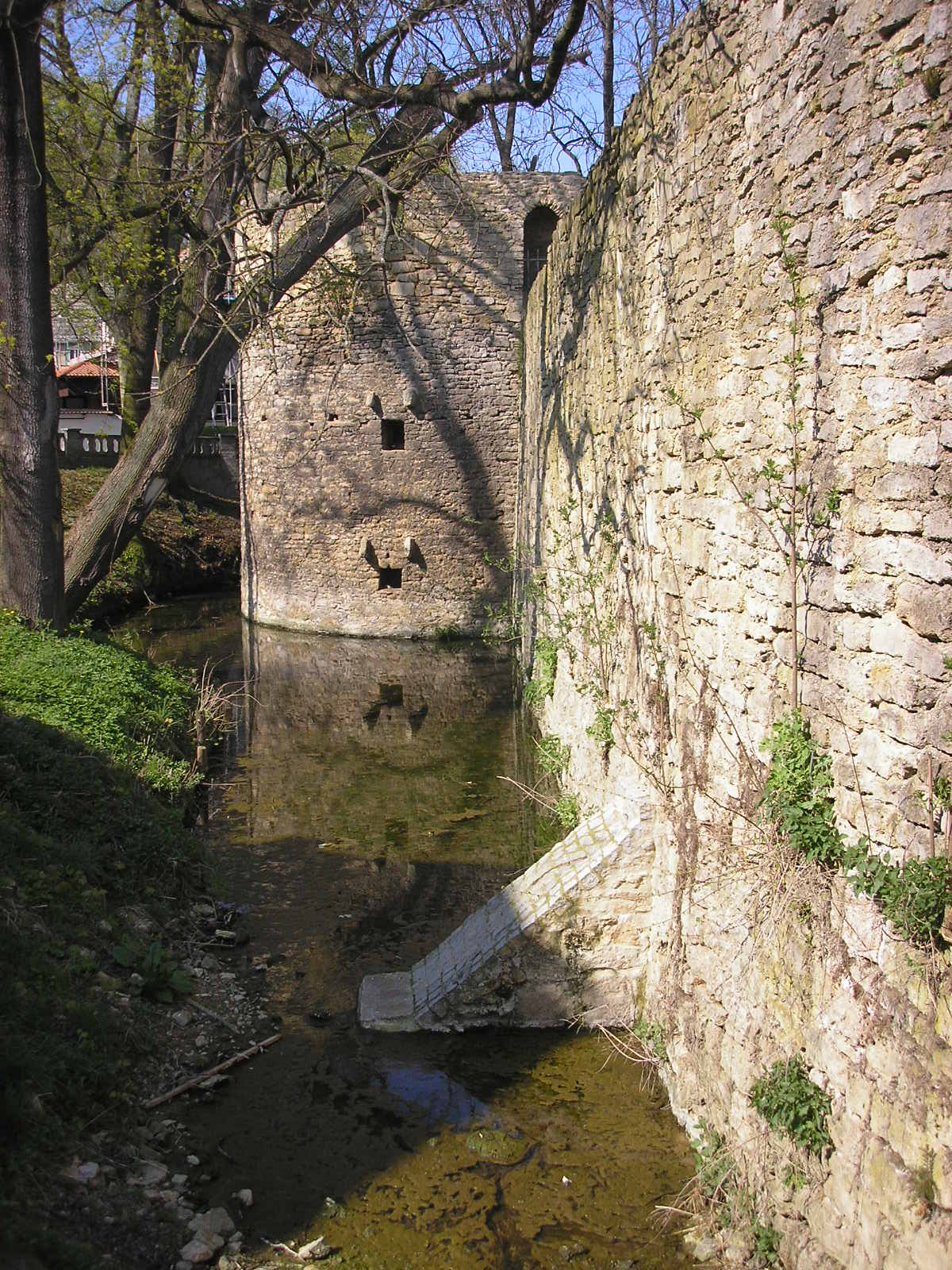
Graben

Die Gründung der Wasserburg geht vermutlich auf eine ursprünglich slawische Ringwallanlage aus dem 10. Jahrhundert zurück.
Die Wasserburg liegt günstig am Fuße einer Bergzunge, welche die Stadtkirche trägt. Möglicherweise war dieser Bergsporn ursprünglich Teil der Burg.
1031 wurde erstmals ein Burgward „Szolin“ erwähnt. Eine weitere Erwähnung erfolgte 1068. Im 12. und 13. Jh. erlangte die Burg – laut Sven Ostritz – überregionale Bedeutung. Im 15. Jahrhundert wurde die Burg ausgebaut, brannte 1536 ab und verfiel danach. Im 19. Jahrhundert diente die Burg als Försterei, 1968 und 1989 fanden Ausgrabungen statt.
Als ehemalige Besitzer werden Ende des 11. Jahrhunderts Graf Wiprecht von Groitzsch, 1158 Heinrich der Bayer und im 15. Jahrhundert die Herren von Bünau genannt.
Bei der Burganlage handelt es sich um eine kastellartige, rechteckige Anlage mit zweigeschossigem Fachwerkwohnhaus und Rundturm.
Ein Teil des ehemaligen Wassergrabens wurde früher verfüllt und ist heute eine Straße zum Marktplatz.
Durch örtliche Vereine wurden jüngst Teile der Burg zugängig gemacht und restauriert.

## Funde
Im Keller der Wasserburg fand man zwei eiserne Handschuhe die einmal zu einer Ritterrüstung gehört hatten.